# Makedonska månadsnamn
Makedonskan har två uppsättningar av namn på månaderna i den tidigare julianska och nuvarande gregorianska kalendern. Den vanligaste uppsättning av namn kommer ursprungligen från de latinska månadsnamnen och dessa används av majoriteten av den makedonska befolkningen. Men det finns också ett antal äldre månadsnamn av slaviskt ursprung som skiljer sig från de latinska namnen, trots att deras användning är arkaism och till stor del är begränsad till folklitteratur och religiösa helgonkalendrar utgivna av den makedonska ortodoxa kyrkan. Ursprunget till de makedonska månadsnamn är nära förknippat med jordbruksaktiviteter som sker under motsvarande månadsperiod eller till väderförutsättningar gemensamma för perioden.
Användningen av moderna latinska månadsnamn bland makedonier påbörjades under slutet av 1800-talet som en följd av allmän skolutbildning. 
| Nr | Svenska   | Makedonska/med translitterering | Arkaisk form | Translitterering | Översatt betydelse                                       |
| -- | --------- | ------------------------------- | ------------ | ---------------- | -------------------------------------------------------- |
| 1  | Januari   | Јануари/Januari                 | Коложег      | Koložeg          | eldbåls-månaden (brasa tänds på koleda – lilla julafton) |
| 2  | Februari  | Февруари/Fevruari               | Сечко        | Sečko            | den hårda frostens månad                                 |
| 3  | Mars      | Март/Mart                       | Цутар        | Cutar            | knoppningsstid månaden                                   |
| 4  | April     | Април/April                     | Тревен       | Treven           | gräsmånaden                                              |
| 5  | Maj       | Мај/Maj                         | Косар        | Kosar            | slåttermånaden                                           |
| 6  | Juni      | Јуни/Juni                       | Житар        | Žitar            | sädesmånaden                                             |
| 7  | Juli      | Јули/Juli                       | Златец       | Zlatec           | den gyllne månaden                                       |
| 8  | Augusti   | Август/Avgust                   | Жетвар       | Žetvar           | skördemånaden                                            |
| 9  | September | Септември/Septemvri             | Гроздобер    | Grozdober        | druvplockningsmånaden                                    |
| 10 | Oktober   | Октомври/Oktomvri               | Листопад     | Listopad         | fallande löv månaden                                     |
| 11 | November  | Ноември/Noemvri                 | Студен       | Studen           | kalla månaden                                            |
| 12 | December  | Декември/Dekemvri               | Снежник      | Snežnik          | snöiga månaden                                           |

Några månader har andra namn i olika regioner eller på makedonska dialekter. I den etniskt-makedonska regionen Golo Brdo i Albanien används för några månader följande namnformer:
- коложек/koložek eller колоџек/kolodžek för januari.
- черешнар/čerešnar eller црешнар/crešnar (sötkörsbärsmånaden) för juni.
- жетвар/žetvar för juli.
- дорвар/dorvar eller дрвар/drvar (vedmånaden) för november.
- och јôдре/jodre för december.